# Mirror (álbum de D'espairsRay)
Mirror (Espejo en inglés) es el segundo álbum publicado por D'espairsRay el 11 de abril de 2007 en Japón y en 22 de junio del mismo año en Europa. La primera edición limitada impresa distribuida en Japón venía en una funda de papel junto a 5 tarjetas con fotos de los miembros de la banda. El álbum se distribuyó en Estados Unidos el 18 de marzo de 2008. El álbum está formado por canciones nuevas, singles previamente distribuidos y Closer to Ideal, una canción originalmente incluida en el CD que acompañaba en el photobook Liquidize. La edición europea venía con una pista adicional: Desert (la cara B del sencillo de Squall) y los videos musicales de Squall y  de Trickster.

## Estilo
La música en Mirror tiene un estilo mucho más variado que en el álbum previo, Coll:set. Mantiene la influencia de la música gótica, aunque introduce sonido pop experimental. La mayor parte del álbum tiene un tempo muy rápido, aunque se frena en "Screen" y "Squall", sin embargo, la banda ha dicho que no ha sido de forma intencionada.

## Pistas
Todas las letras escritas por Hizumi.
| Disc one |                                                      |                        |          |  |
| N.º      | Título                                               | Música                 | Duración |  |
| 1.       | «Damned»                                             | Karyu                  | 4:48     |  |
| 2.       | «Trickstər»                                          | Karyu                  | 4:17     |  |
| 3.       | «Mirror»                                             | Karyu                  | 4:10     |  |
| 4.       | «Sixty∞Nine»                                         | Karyu                  | 4:34     |  |
| 5.       | «Kogoeru Yoru ni Saita Hana» (凍える夜に咲いた花 (?) | Karyu                  | 5:07     |  |
| 6.       | «Screen»                                             | Karyu & Tsukasa        | 4:50     |  |
| 7.       | «Lost Scene»                                         | Tsukasa                | 4:28     |  |
| 8.       | «Hollow»                                             | Karyu & Shinobu Narita | 4:11     |  |
| 9.       | «Closer to Ideal»                                    | Karyu                  | 6:02     |  |
| 10.      | «Angeldust»                                          | Karyu                  | 4:19     |  |
| 11.      | «Squall»                                             | Karyu                  | 4:56     |  |
| 12.      | «Kaleidoscope»                                       | Karyu                  | 4:53     |  |
| 13.      | «Desert» (European edition only)                     | Karyu                  | 4:31     |  |

## Banda
- Hizumi – voz
- Karyu – guitarra
- Zero - bajo
- Tsukasa – batería